# (5912) Oyatoshiyuki
(5912) Oyatoshiyuki – planetoida z pasa głównego asteroid okrążająca Słońce w ciągu 3 lat i 266 dni w średniej odległości 2,41 j.a. Została odkryta 20 grudnia 1989 roku w Ojima przez Tsuneo Niijimę i Takeshiego Uratę. Nazwa planetoidy pochodzi od Toshiyukiego Oyi (ur. 1956), japońskiego astronoma amatora. Przed nadaniem nazwy planetoida nosiła oznaczenie tymczasowe (5912) 1989 YR.